# Chlaenius nubicus
Chlaenius nubicus is een keversoort uit de familie van de loopkevers (Carabidae). De wetenschappelijke naam van de soort is voor het eerst geldig gepubliceerd in 1876 door baron Maximilien de Chaudoir. Het enige exemplaar waarover hij beschikte was afkomstig uit Nubië.